# Vépi szélerőmű
A Vépi szélerőművet 2005. november 2-án avatták fel.
Vép a Vas vármegyében található, a 3700 lakosú település önkormányzata 20 százalékos tulajdonrészt birtokol. Ezzel évente 5–6 millió forintot takarítanak meg – közölte Varga Gyula polgármester. 78 méter magas a tornya, erre szerelték rá a 44 méter átmérőjű háromágú szélkereket. A 600 kilowattos generátor egy év alatt átlagosan 1,2 millió kilowattóra áramot termel.
Lásd még: Magyarországi szélerőművek listája.

## Külső hivatkozások
- Így épült a vépi szélerőmű (képriport), 2005. november 3.
- Szélerőművet adtak át Vépen, 2005. augusztus 22.